# یواس‌اس امیرا (اس‌پی-۴۵۳)
یواس‌اس امیرا (اس‌پی-۴۵۳) (به انگلیسی: USS Ameera (SP-453)) یک کشتی بود که طول آن ۷۱ فوت ۳ اینچ (۲۱٫۷۲ متر) بود. این کشتی در سال ۱۹۱۷ ساخته شد.